# Lutherkirche (Königsberg)
La Iglesia Luterana en Königsberg (en alemán: Lutherkirche in Königsberg) fue una iglesia protestante en la capital de la provincia de Prusia Oriental, fue demolida en 1976 por los soviéticos.

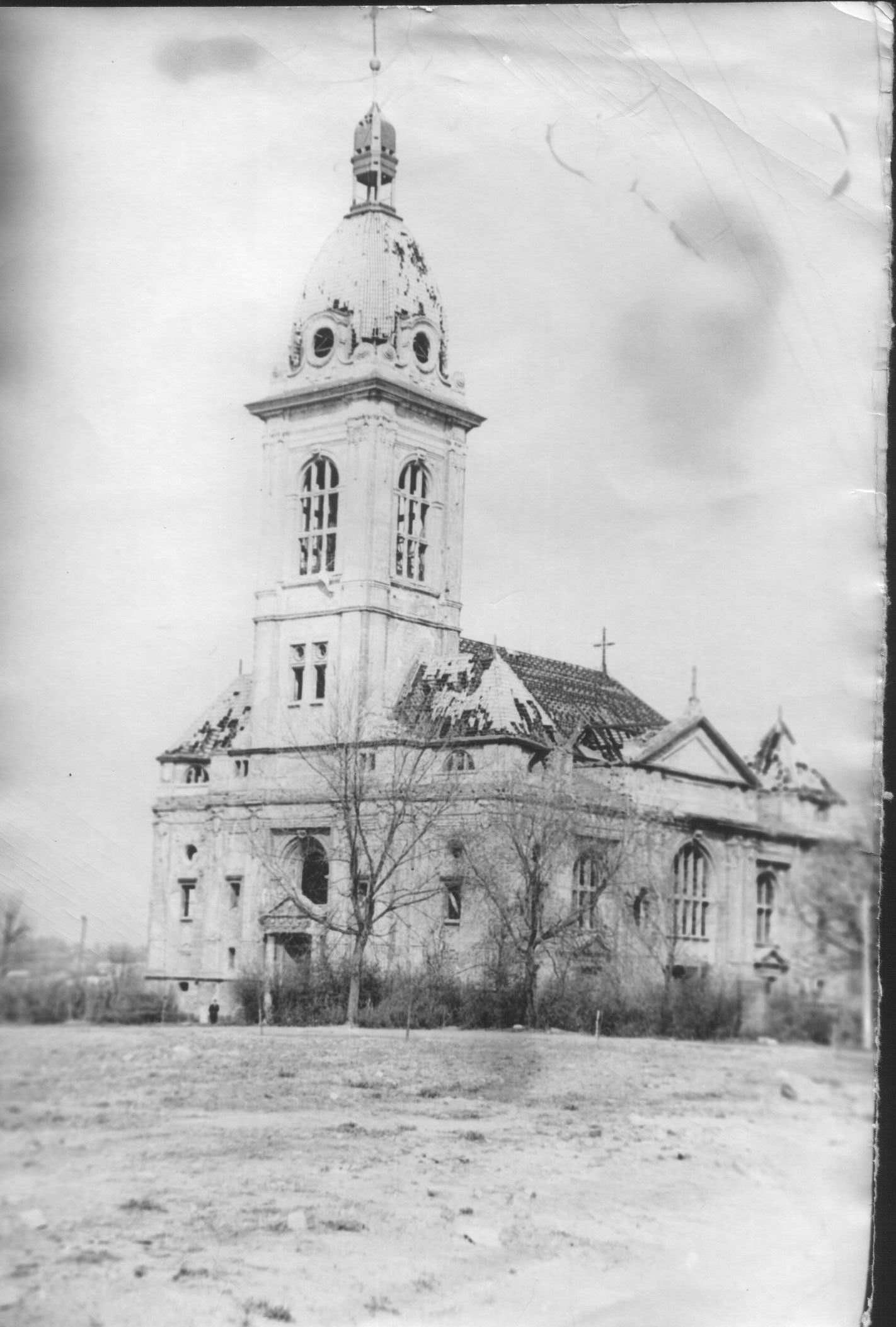
Imagen tomada entre 1960 y 1976

## Historia
Fue construida según los planos del arquitecto Friedrich Heitmann en 1910, la iglesia luterana fue una combinación ecléctica de neorrenacimiento y barroco, En nave principal era un edificio en forma de salón con cuatro escaleras. La torre principal fue construida dentro del conjunto no adosada al edificio. Desde el exterior, las escaleras se caracterizaban por chapiteles bajos, mientras que la torre principal formaba un gran vestíbulo de entrada en el piso inferior y tenía un campanario abierto en el piso superior, La aguja estaba diseñada como una cúpula y llevaba un candelabro. El interior era una sala rectangular con dos extensiones laterales. Una galería corría por todas partes y todo estaba cubierto por un artesonado plano, fue ligeramente dañada por los ataques aéreos en Königsberg realizados por la RAF y la VVS y  la Batalla de Königsberg, la iglesia nunca sería reparada y fue demolida en 1976. Fue el último edificio sagrado de la época alemana que se eliminó en Kaliningrado en contra de los deseos de la población y bajo la protesta de los conservadores del monumento, Posiblemente se construyó un cine basado en su modelo y con sus materiales. Actualmente en Kaliningrado no es recordada a esta antigua Iglesia Luterana.

## Literatura
- Richard Armstedt: Geschichte der königl. Haupt- und Residenzstadt Königsberg in Preußen. Reprint der Originalausgabe, Stuttgart 1899.